# Stefan Feldmann
Stefan Feldmann (* 11. Juni 1970 in Uster) ist ein Schweizer Politiker und war von 2008 bis 2012 Präsident der Sozialdemokratischen Partei (SP) des Kantons Zürich.

## Ausbildung und Beruf
Stefan Feldmann absolvierte eine Ausbildung als Buchhändler, bevor er in den Journalismus wechselte, wo er unter anderem als Redaktor für die sozialdemokratische «Schaffhauser AZ» arbeitete. Von 1998 bis 2004 war er Geschäftsführer der SP-Kantonsratsfraktion und der SP-Verfassungsratsfraktion im Kanton Zürich. Seit 2004 ist er selbständiger Kommunikationsberater.

## Politisches Engagement
Von 1997 bis 2010 war Stefan Feldmann Mitglied des Gemeinderates Uster, den er 2000/2001 als damals jüngster Gemeinderatspräsident präsidierte. Von 2001 bis 2005 war er zudem Präsident der SP-Gemeinderatsfraktion. Von 2003 bis 2007 und seit 2011 gehört er dem Zürcher Kantonsrat an, wo sein politischer Schwerpunkt in der Finanz- und Steuerpolitik liegt. Von 2008 bis 2012 präsidierte er die SP Kanton Zürich und gehörte in dieser Funktion auch der Geschäftsleitung der SP Schweiz an. Seit 2018 ist er Mitglied des Stadtrates von Uster und steht der Abteilung Bau vor.